# Хиль-и-Сарате, Антонио
Антонио Хиль-и-Сарате (исп. Antonio Gil y Zárate; 1 декабря 1793, Эль-Эскориаль (Мадрид) — 27 января 1861, Мадрид) — испанский драматург и переводчик, филолог, писатель, литературный критик, профессор, политик.

## Биография
Родился 1 декабря 1793 года в Эль-Эскориале, входящим в автономное сообщество Мадрида. Его родители были актерами — отец Бернард Хиль, мать Антониа Сарате. Также он приходился дядей Мануэлю Баусу, известному испанскому драматургу.
Первоначально обучался в Мадриде, в районе Сан-Исидро, но в 1802 году его отец отправил его на обучение в Париж, в колледж района Пасси. В 1811 году он возвращается на родину и поступает на кафедру экспериментальной физики в Сан-Исидро. В 1813 году увольняется с работы в секретариате Мадридского городского совета, для продолжения обучения, которое закончилось в 1820 году. Из-за революции ему не удалось получить место на кафедре физики в Гранаде. Вместо этого он получил должность писаря в Министерстве внутренних дел, где впоследствии занимал должность государственного архива.
В период с 1815 по 1820 года занимался драматическими литературными переводами. Ряд его произведений в этот период были поставлены в театре Креста. Первоначально занимался переводом и переделкой пьес французских драматургов. Начал писать комедии, подражая Л. Моратину.
Хиль-и-Сарате составил руководство по истории испанской литературы («Manual de literatura», Мадрид, 1846 год; 9 изд. 1884), долгое время служившее главным учебным пособием для испанского юношества. Ему также принадлежит исследование о народном образовании в Испании: «De la instruccion publica en España» (Мадрид, 1855). 
С 1839 почетный академик, с 1840 внештатный сотрудник, с 1841 года заведующий кафедрой в Королевской академии испанского языка. В 1845 году назначен почетным академиком, в 1847 академиком в отделение скульптуры Королевской академии изящных искусств Сан-Фернандо. 5 декабря 1851 был назначен государственным комиссаром Мадридской астрономической обсерватории. Скончался 27 января 1861 года в родном городе. 

## Память
В его честь был назван минерал заратит (саратит).